# Велиев, Эльмар Рустам оглы
Эльмар Рустам оглы Велиев (азерб. Elmar Rüstəm oğlu Vəliyev; род. 3 октября 1960, Евлах) — глава исполнительной власти г. Гянджа (2011—2018).

## Биография
Родился 3 октября 1960 года в г. Евлах Азербайджанской ССР. Окончил Азербайджанский технологический университет по специальности «инженер-механик» и Азербайджанский государственный университет по специальности «юриспруденция».
С 23 августа 1978 года по 6 июня 1979 года работал на заводе первоначальной обработки шерсти. С 7 августа 1982 по 1 августа 1983 года работал в управлении дорожного строительства № 4. С 8 сентября 1983 года по 1 марта 1989 года работал на Гянджинской швейной фабрике.
Работал в Евлахском отделении профсоюза работников кооперативов и торговли (2 март 1989 — 5 мая 1994), Таможенной службе Евлахского района (9 мая 1994 — 6 апреля 2001), Государственном комитете Таможенной службы Азербайджана (25 мая 2001 — 26 марта 2004).
Глава исполнительной власти г. Евлах (26 марта 2004 — 18 февраля 2011). 
Глава исполнительной власти г. Гянджа (18 февраля 2011 — 28 августа 2018).

## Награды
- Орден «За службу Отечеству» II степени (27 ноября 2017, за активное участие в общественно-политической жизни Азербайджанской Республики)[7]